# ハイジ (2005年の映画)
『ハイジ』（Heidi）は、2005年のイギリスのファミリー映画。監督はポール・マーカス、出演はエマ・ボルジャーとマックス・フォン・シドーなど。原作はヨハンナ・シュピリ著の児童文学『アルプスの少女ハイジ』。
日本では2006年に公開され、当時ロンドンに留学中だったRie fuが日本語吹替版の主題歌『Until I Say』を手掛けた。

## ストーリー
両親を亡くし、母の妹であるデーテ叔母さんに育てられていた少女ハイジは、叔母さんがフランクフルトで働くことになったために、アルプスの人里離れた山小屋で1人で暮らす父方の祖父「アルムおんじ」に預けられる。
偏屈で人間嫌いのアルムおんじは、麓の村人たちの間で人を殺したことがあるなどと噂されていた。
当初はハイジにも心を閉ざしていたアルムおんじも、素直で心優しいハイジに次第に心を開いて行く。
一方のハイジもヤギ飼いの少年ペーターと大自然の中でのびのびと幸せに暮らす。
そんなある日、デーテ叔母さんが現れ、ハイジを裕福な家庭の娘の遊び相手にするために無理矢理フランクフルトに連れて行く。
ハイジが連れてこられたゼーゼマン家は執事であるロッテンマイヤー夫人が取り仕切っていた。
ハイジはその家の娘で足の不自由な少女クララと出会い、すぐに仲良くなるが、山育ちで礼儀も知らず、文字も読めないハイジをロッテンマイヤーは目の敵にする。
ハイジにとってごく当たり前のこともロッテンマイヤーには全てが苛立たしいものであった。
それでもハイジの素直で聡明な姿に、クララの父親であるゼーゼマン氏もその母でクララの祖母であるゼーゼマン夫人もハイジを大いに気に入る。
ところが山での生活を忘れられないハイジは酷いホームシックにかかる。
ロッテンマイヤー以外のゼーゼマン家の人々は、ハイジとの別れは辛いものの、ハイジのためにと彼女を山に返すことにする。
山に戻ったハイジは以前のような元気を取り戻す。しかし、フランクフルトで文字を学び本を読むようになったハイジにペーターは距離を感じるようになる。
そこにクララたち家族がハイジに会いに山にやって来る。
再会を喜ぶハイジとクララだったが、そんな2人の姿をペーターは素直に受け入れることができない。
ハイジとアルムおんじはクララを連れて山にハイキングに向かう。残された車椅子を見たペーターは不満をぶつけるように発作的にクララの車椅子を蹴り飛ばしてしまう。
すると車椅子は崖に向かって転がり始め、追いかけるハイジは車椅子と一緒に崖から落ちてしまう。
そのとき、とっさにクララは立ち上がる。
かろうじて草に掴まり助かったハイジは、クララが立ち上がっていることに気付く。
こうしてクララは歩けるようになった。

## キャスト
ハイジ（アーデルハイド）
演 - エマ・ボルジャー、日本語吹替 - 森迫永依
天真爛漫な少女。赤ん坊の時に両親を事故で亡くしている。
アルムおんじ
演 - マックス・フォン・シドー、日本語吹替 - 鈴木瑞穂
ハイジの父方の祖父。偏屈で村人から避けられている。
ロッテンマイヤー夫人
演 - ジェラルディン・チャップリン、日本語吹替 - 戸田恵子
フランクフルトの富豪ゼーゼマン家の執事。極端な猫嫌い。ハイジに教養と礼儀を教える厳しい人物だが、ゼーゼマン家には忠実で粘り強くハイジと向き合おうとした。
ゼーゼマン夫人
演 - ダイアナ・リグ、日本語吹替 - 寺田路恵
クララの祖母。ハイジの理解者。
デーテ叔母さん
演 - ポーリン・マクリン、日本語吹替 - 宮寺智子
ハイジの叔母（母親の妹）。
ペーター
演 - サミュエル・フレンド、日本語吹替 - 川口翔平
ヤギ飼いの少年。
クララ
演 - ジェシカ・クラリッジ、日本語吹替 - 最上莉奈
ゼーゼマン家の娘。足が不自由。立場にかかわらず素直に接するハイジに好感を持ち、友人になる。
セバスチャン
演 - デル・シノット、日本語吹替 - 藤森慎吾（オリエンタルラジオ）
ゼーゼマン家の召使い。ハイジの味方。
ゼーゼマン氏
演 - ロバート・バサースト、日本語吹替 - 内田直哉
クララの父親。ハイジの理解者でホームシックから心の病を患った原因がロッテンマイヤーにあると知り彼女を叱った。
ユキ（羊）
日本語吹替 - 中田敦彦（オリエンタルラジオ）